# John Blunt
John Blunt (1665 – Bath, 23 gennaio 1733) è stato un banchiere inglese.
Fu un cofondatore della South Sea Company.

## Biografia
Inizialmente fu direttore della Hollow Sword Blade Company, che nonostante il nome era una banca. Nel gennaio del 1711 cofondò la South Sea Company, compagnia che controllò buona parte del Debito pubblico britannico. Nel 1720 gli venne conferito il titolo di Baronetto per il suo servizio alla corona britannica.
Sempre nel 1720 le azioni della compagnia crolleranno durante la famigerata bolla della South Sea Company. Blunt venne risparmiato dalle inchieste (capeggiate da Robert Walpole) alla ricerca dei colpevoli della bolla. Gli vennero lasciati 5000 sterline e il titolo di baronetto, titolo detenuto tutt’oggi dalla famiglia Blunt.